# Volksstimmefest

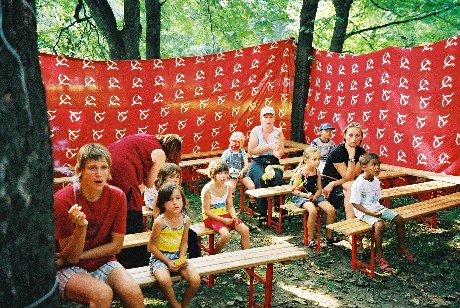
Kindertheater am Volksstimmefest 2002

Das Volksstimmefest ist das traditionelle Pressefest der kommunistischen Wiener Monatszeitschrift „Volksstimme“, die bis Ende März 1991 als Tageszeitung erschien, von 1994 bis 2003 als Wochenzeitung und seit 2009 als Monatsmagazin. Das Fest wird seit 1946 jährlich am letzten Wochenende vor dem Wiener Schulbeginn im Wiener Prater abgehalten, einige Jahre fand es Ende Juni statt.

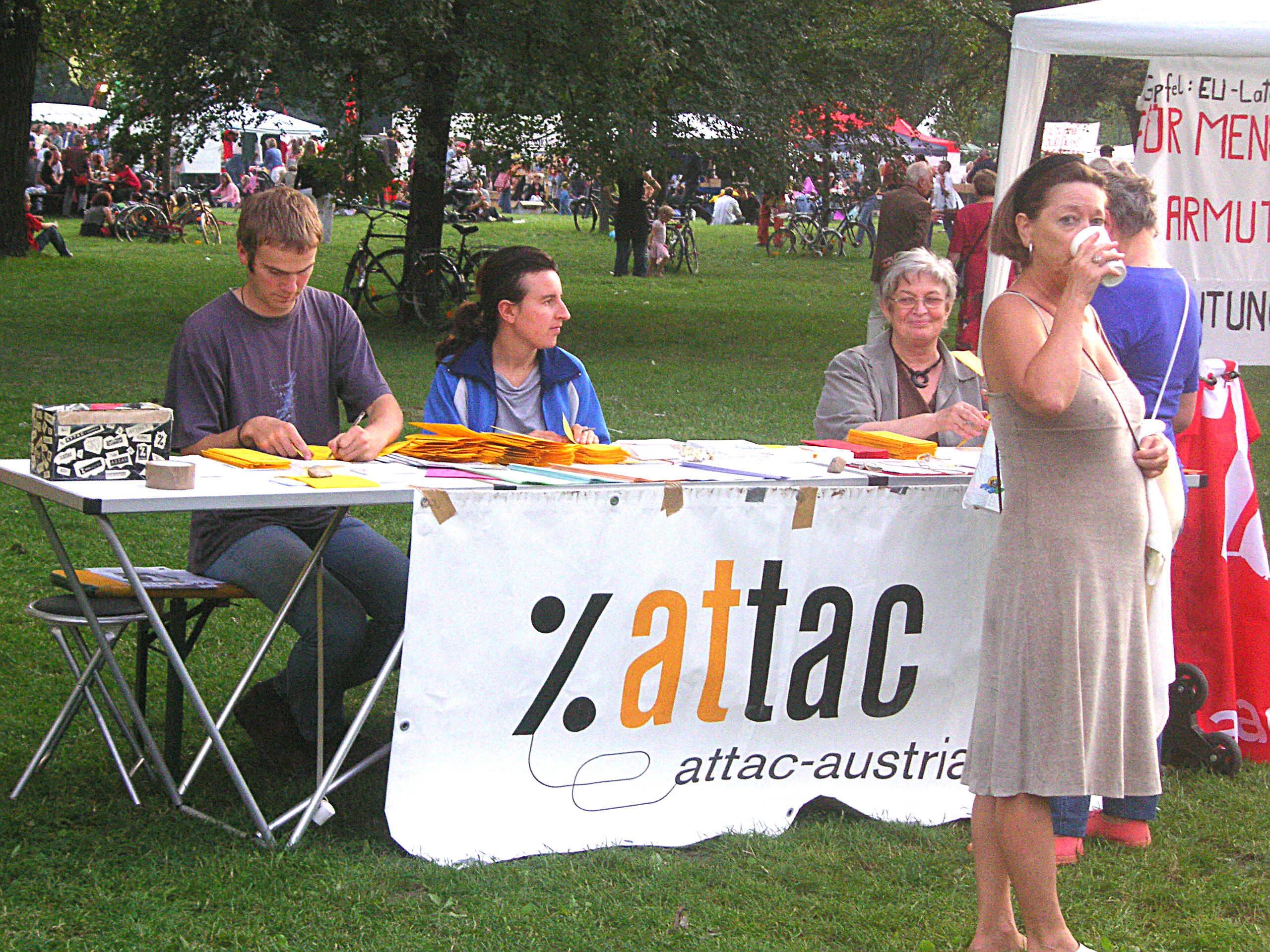
Volksstimmefest 2005

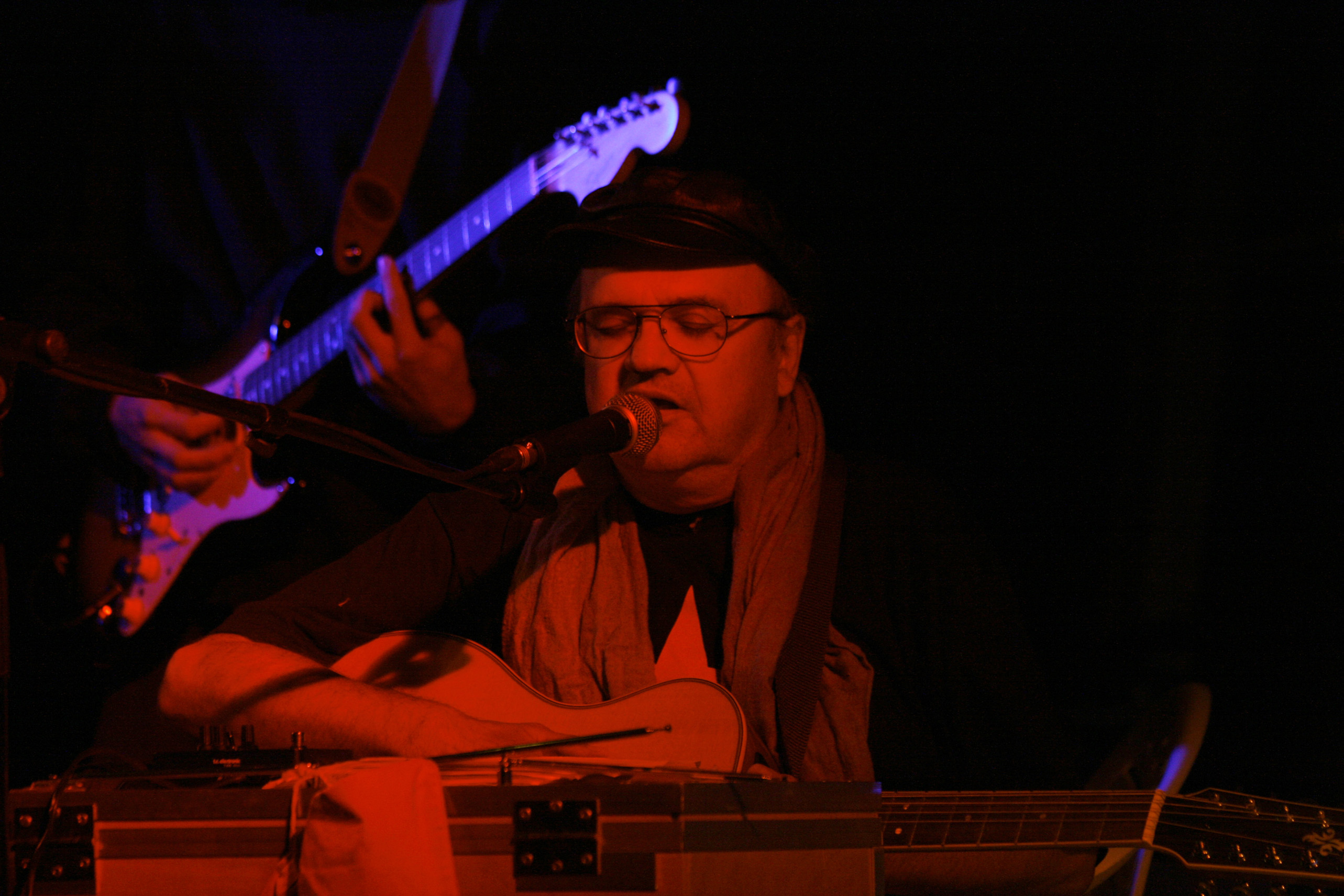
Sigi Maron, Volksstimmefest 2008

Das erste Volksstimmefest fand im Jahr 1946 im Wiener Praterstadion statt, seit 1947 ist die Jesuitenwiese im Wiener Prater der Veranstaltungsort (anfangs wurde auch die angrenzende Arenawiese einbezogen). Ungeachtet der ab 1990 einsetzenden Turbulenzen des Parteiblattes (Umbenennung, zeitweilige Einstellung, Neustart als Monatsblatt) wird die Tradition dieses linken Volksfestes von der KPÖ bis zum heutigen Tag (mit einer finanziell bedingten Unterbrechung im Jahre 2004) fortgeführt.
Das Volksstimmefest ist ähnlich organisiert wie sein großes Vorbild in Frankreich, die Fête de l’Humanité.
Es bietet ein Musikprogramm auf mehreren Bühnen, wie zuletzt etwa den Liedermacher Sigi Maron, die Band Drahdiwaberl, die Gruppe Die Schmetterlinge oder Harri Stojka. Zu Zeiten des Realsozialismus traten am Volksstimmefest auch berühmte Sportler und Künstler aus der Sowjetunion und den Staaten des Warschauer Paktes auf, beispielsweise der sowjetische Clown Oleg Popow, der tschechoslowakische Sänger Karel Gott oder die Brecht-Interpretin Gisela May aus der DDR.
Ein Sportfest gab es seit dem Jahr 1962, u. a. mit Schaukämpfen des ungarischen Boxers László Papp. Die Gewichtheber aus der Sowjetunion stellten mehrere Weltrekorde auf der Jesuitenwiese auf, z. B. im Schwergewicht Juri Petrowitsch Wlassow und Leonid Iwanowitsch Schabotinski. Es fanden Länderkämpfe in Judo und Boxen statt, u. a. mit Boxteams aus Kuba. In den Schachbewerben traten u. a. die russischen Meister Anatoli Jewgenjewitsch Karpow, Wassili Wassiljewitsch Smyslow und Tigran Petrosjan auf.
Die Galerie Rotpunkt zeigte ab 1977 engagierte Kunst und seit 1975 finden Lesungen unter dem Titel Linkes Wort statt. Zu den hier Aufgetretenen zählen auch bekannte Autoren wie Georg Biron, Erich Fried, Elfriede Gerstl, Elfriede Jelinek, Michael Scharang, Josef Haslinger, Peter Turrini, Marlene Streeruwitz und Helmut Zenker.
Traditioneller Teil des Festes war auch ein großes Feuerwerk, das allerdings der Notwendigkeit finanzieller Redimensionierung geopfert werden musste. Seit 1982 gibt es das Solidaritätsdorf mit zahlreichen internationalen Organisationen. Heute ist das Fest auch ein Fest der Wiener Linken mit unterschiedlichsten politischen Gruppen, die sich auf der Initiativenstraße präsentieren. Der Österreichische Gewerkschaftsbund nahm seit dem Bestehen des Festes erstmals im Jahr 2010 teil.
Das Volksstimmefest erhält jährlich eine kleine finanzielle Subvention der Gemeinde Wien.